# 北キヴ州
北キヴ州 (きたギヴしゅう、Nord-Kivu) はコンゴ民主共和国東部の州。州都はゴマだが、紛争により2025年2月よりベニを臨時州都としている。北にイトゥリ州、ヴィルンガ山地の東にウガンダのルウェンゾリ山地及びエドワード湖を経てキゲジ地方、南東にルワンダの北部州、西部州、キブ湖、南に南キヴ州、南西にマニエマ州、北西にツォポ州と接する。

## 概要
北東にヴィルンガ国立公園、国連コンゴ派遣団の基地のあるベニ、国軍第2旅団の基地のあるブテンボ、キブ湖岸にありルワンダのギセニと隣接しているゴマは何れも東部にある。モブツ・セセ・セコ政権時代にはマニエマ州、南キヴ州と合わせてキヴ州であったが、ローラン・カビラ政権時に分割された。
人口は約815万人（2020年推計）で、特別市のキンシャサに次いで2番目に多い。主要な言語はスワヒリ語及びルワンダ語などである。ニイラゴンゴ、ベニ、マシシ、ルツル、ルベロ、ワリカレの6つの地区が置かれている。

## 歴史
1990年代初頭のルワンダ紛争、イトゥリ紛争の影響を受け、第一次コンゴ戦争及び第二次コンゴ戦争の主要な舞台となった。特に東部はローラン・ンクンダ率いるルワンダ系のコンゴ民主連合ゴマ派 (RCD-G) の拠点とされ、1990年代後半の第二次コンゴ戦争時にはルワンダ軍に占領された。ンクンダは武器禁輸措置を破り、国連安保理の経済制裁の対象者に指定されたが、コンゴ民主連合および人民防衛国民会議を組織し、少年兵の徴発を続けるなど反乱を継続したが2000年代後半には組織が瓦解した。
2017年12月7日、北キヴ州に展開していた国際連合コンゴ民主共和国安定化派遣団 (MONUSCO) の拠点が民主同盟軍 (ADF) と思われる勢力に襲撃を受けた。襲撃によりタンザニア、コンゴなどからのPKO要員15人以上が死亡。
2018年段階でも政府軍、民兵、自警団、反政府組織が入り乱れての武力紛争が激化している。州内では2018年2月、コンゴ軍が関与した紛争だけでも106人が死亡し、80人が拉致されている。11月には州内でエボラ出血熱の患者数が拡大し、世界保健機構から派遣された緊急対応チームが州内の都市（ベニ）に展開したが、宿舎の目の前でPKO部隊と民主同盟軍との間で銃撃戦が発生。緊急を要する医療活動が停滞する事態となった。
2019年2月27日、ブテンボに開設されていたエボラ治療センターが度重なる襲撃を受けて閉鎖。治療センターは、体制を整えて翌月3月2日に再開したが、同月9日は再び武装勢力が襲撃を行い警察官1人が死亡、医療従事者1人が負傷した。現地警察は、襲撃を掛けてきた武装集団をマイマイと断定している。
2021年2月22日、ゴマからルチュル地区に移動していた国際連合世界食糧計画（WFP）の自動車が武装グループから襲撃を受け、同行していたイタリア大使など3人が死亡。
2021年5月22日、北キヴ州にあるニーラゴンゴ山が噴火。州政府の命令によりキヴ湖周辺地域住民40万人が避難命令を受ける。現地で活動する日本のNGO団体なかよし学園は火山噴火の一報を受け募金活動を開始、日本国内で集めた200万円の義援金を送金し被災地で水、食料、毛布の配給を行なった。また同年8月にはなかよし学園中村代表とメンバーが現地入りし支援活動を行うと共に、度重なる災害に日本の防災を紹介し防災教育を行う防災学校を設立した。同学校には桜島のある鹿児島県鹿児島市、雲仙・普賢岳のある長崎県島原市が協力し、日本の防災技術や避難訓練の方法をコンゴに伝えた。同学校をはじめとする活動が認められ2022年4月に中村は北キヴ州知事を表敬訪問し北キヴ州の親善大使となった。
国際連合人道問題調整事務所(OCHA)が2022年7月21日に公開した報告によれば、北キヴ州、南キヴ州、そしてイトゥリ州などコンゴ民主共和国東部では民主同盟軍(ADF)をはじめとする約120の反政府勢力が活動している。特に北キヴ州はイトゥリ州と共に反政府武装勢力を鎮圧する名目で2021年5月6日以降、軍と警察に完全な権限が与えられ州政府が運営されており、事実上の戒厳状態にある。この措置は当初は30日間限定であったが以降も議会によって15日ずつ延長を繰り返しており、2024年2月現在に至っても継続されている。しかし紛争の鎮圧に効果があったとは言い難く、2020年4月から2021年5月までの間に国軍と武装勢力との衝突は約400件、それによる民間人殺害が1,374人だったのに対し、戒厳状態となった2021年5月から2022年4月までは約600件、2,500人以上と悪化している。
2023年には批判もある中、フェリックス・チセケディ大統領はペテル・チリムワミ(Peter Cirimwami)少将を州知事に任命し、軍政を敷いた。しかしチリムワミはチセケディ大統領の意に反し、3月23日運動(M23)との戦いのため武装グループ・ルワンダ解放民主軍(FDLR)と手を握った。2025年に入り軍政とM23との戦闘が激化し、1月23日にチリムワミ州知事がM23の戦闘員に殺害されるに至った。1月27日にはM23が州都ゴマの制圧を宣言した。1月31日、エヴァリスト・カクレ・ソモ（Evariste Kakule Somo）少将が州知事に就任した。ソモ知事は一時的に州都をゴマからベニに移すと発表した。

## 主要都市
- ベニ（臨時州都[1]）
- ブテンボ
- ゴマ（州都）
- サケ

## 州内で活動する武装組織
- 3月23日運動
- ルワンダ解放民主軍
- 人民防衛国民会議
- マイマイ (コンゴ)

## 脚註
1. 1 2 3 4 5  “Nord-Kivu : le gouverneur militaire Evariste Somo entre officiellement en fonction et s'installe à Beni”.   Actualite.co (2025年1月31日). 2025年3月3日閲覧。
2. 1 2  “Democratic Republic of the Congo”.   Citypopulation (2020年10月9日). 2025年3月3日閲覧。
3. ↑  “国連安保理制裁委員会が指定した制裁対象者リスト”.   日本国外務省. 2007年6月13日時点のオリジナルよりアーカイブ。2007年7月18日閲覧。
4. ↑  コンゴ民主共和国でPKO要員15人死亡、武装勢力襲撃 AFP（2017年12月9日）2017年12月9日閲覧
5. ↑  “無法地帯、レイプや民族間抗争で数百万人が避難 コンゴ民主共和国”.   AFP (2018年4月6日). 2018年4月6日閲覧。
6. ↑  “コンゴで武装勢力とPKO部隊が衝突、エボラ対応活動が一時中断”.   AFP (2018年11月18日). 2018年11月22日閲覧。
7. ↑  “武装集団がエボラ治療センター襲撃、警察官1人死亡 コンゴ民主共和国”.   AFP (2019年3月10日). 2019年3月10日閲覧。
8. ↑  “コンゴ民主共和国での治安事件に関する情報更新”.   国連世界食糧計画 (2021年2月22日). 2024年8月29日閲覧。
9. ↑  “松戸のNPO コンゴに「防災学校」設立 災害の備え身に付けて 火山噴火で犠牲者 模型で溶岩からの避難学ぶ：東京新聞 TOKYO Web”. 東京新聞 TOKYO Web. 2022年4月25日閲覧。
10. ↑  “https://twitter.com/373news_twit/status/1438687282261676033”. Twitter. 2022年4月25日閲覧。
11. ↑  “Briefing note: Democratic Republic of Congo - Humanitarian concerns in North Kivu, South Kivu, and Ituri (21 July 2022)”.  国際連合人道問題調整事務所(OCHA) (2022年7月21日). 2022年8月19日閲覧。
12. ↑  “DRC: State of emergency in North Kivu, Ituri comes under scrutiny amid rising attacks”. アフリカニュース. (2022年4月28日) 2022年8月19日閲覧。
13. ↑  “Rebels kill DR Congo governor as fighting intensifies”. BBC News. BBC. (2025年1月25日) 2025年1月26日閲覧。
14. ↑  “反政府勢力が攻勢　主要都市「制圧」宣言、混乱拡大―コンゴ東部”. 時事通信. (2025年1月27日) 2025年3月4日閲覧。